# Xiaobengbu
Xiaobengbu (kinesiska: 小蚌埠) är en köping i östra Kina. Den ligger i stadsdistriktet Huaishang i staden Bengbu i provinsen Anhui, omkring 120 kilometer norr om provinshuvudstaden Hefei. Antalet invånare är 48023. Befolkningen består av 24 116 kvinnor och 23 907 män. Barn under 15 år utgör 15,0 %, vuxna 15-64 år 75 %, och äldre över 65 år 8,0 %.